# NGC 3507
NGC 3507 est une galaxie spirale barrée vue de face et située dans la constellation du Lion. NGC 3507 a été découverte par l'astronome germano-britannique William Herschel en 1784.

## Caractéristiques
La classe de luminosité de NGC 3507 est II et elle présente une large raie HI. NGC 3507 est une galaxie LINER, c'est-à-dire une galaxie dont le noyau présente un spectre d'émission caractérisé par de larges raies d'atomes faiblement ionisés.

### Distance
Sa vitesse par rapport au fond diffus cosmologique est de 1 315 ± 24 km/s, ce qui correspond à une distance de Hubble de 19,4 ± 1,4 Mpc (∼63,3 millions d'al).
À ce jour, trois mesures non basées sur le décalage vers le rouge (redshift) donnent une distance de 14,100 ± 4,967 Mpc (∼46 millions d'al), ce qui est à l'intérieur des valeurs de la distance de Hubble. Puisque cette galaxie est relativement rapprochée du Groupe local, il est probable que cette valeur soit plus près de la distance réelle de NGC 3507. Notons que c'est avec la valeur moyenne des mesures indépendantes, lorsqu'elles existent, que la base de données NASA/IPAC calcule le diamètre d'une galaxie.

### Brillance de surface
En raison d'une brillance de surface égale à 14.38 mag/am2, on peut qualifier NGC 3507 de galaxie à faible brillance de surface (LSB en anglais pour low surface brightness). Les galaxies LSB sont des galaxies diffuses (D) avec une brillance de surface inférieure de moins d'une magnitude à celle du ciel nocturne ambiant.

## Morphologie

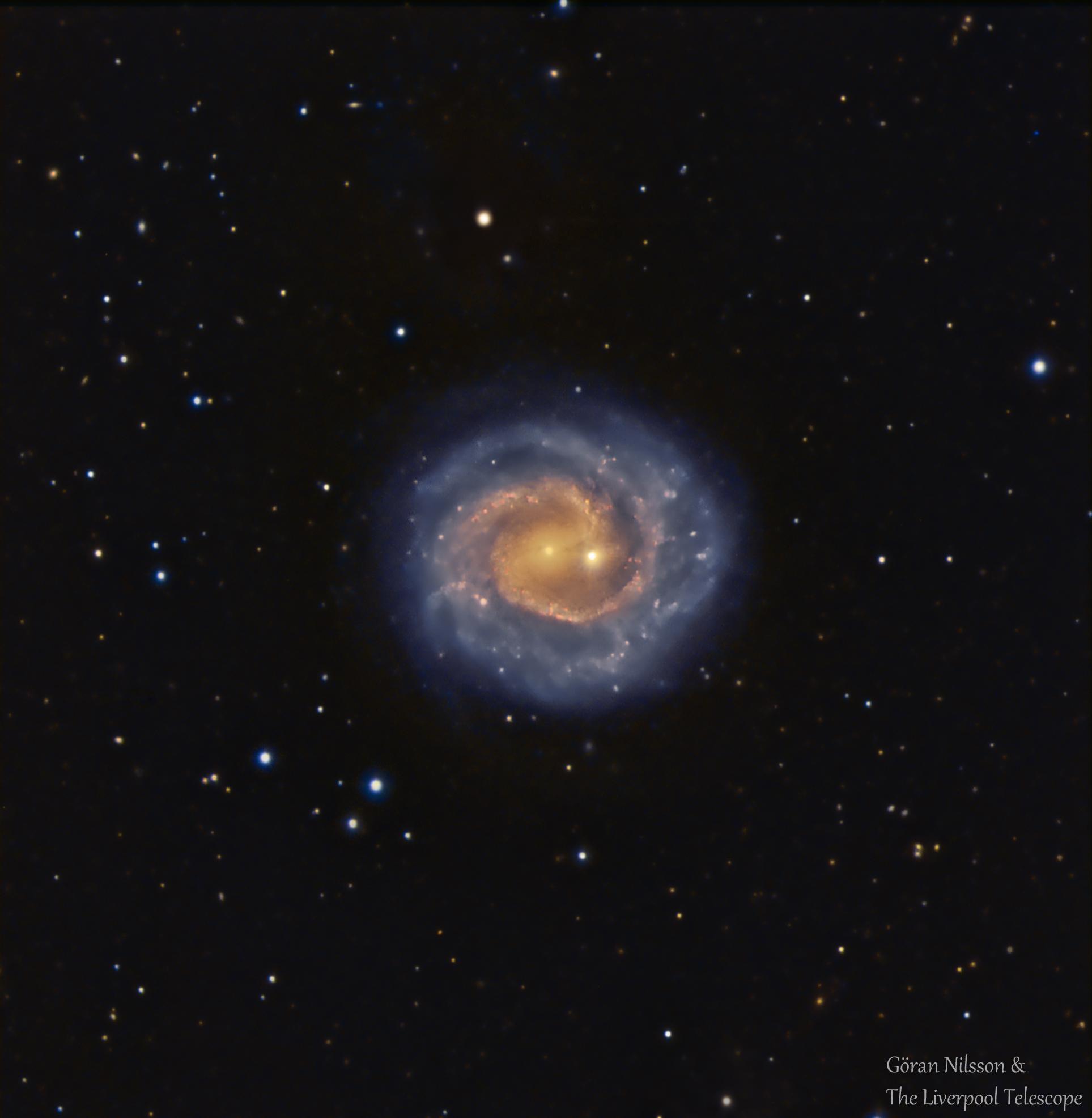
NGC 3507 captée par le télescope de Liverpool à l'observatoire de Roque de los Muchachos sur l'île La Palma (îles Canaries).

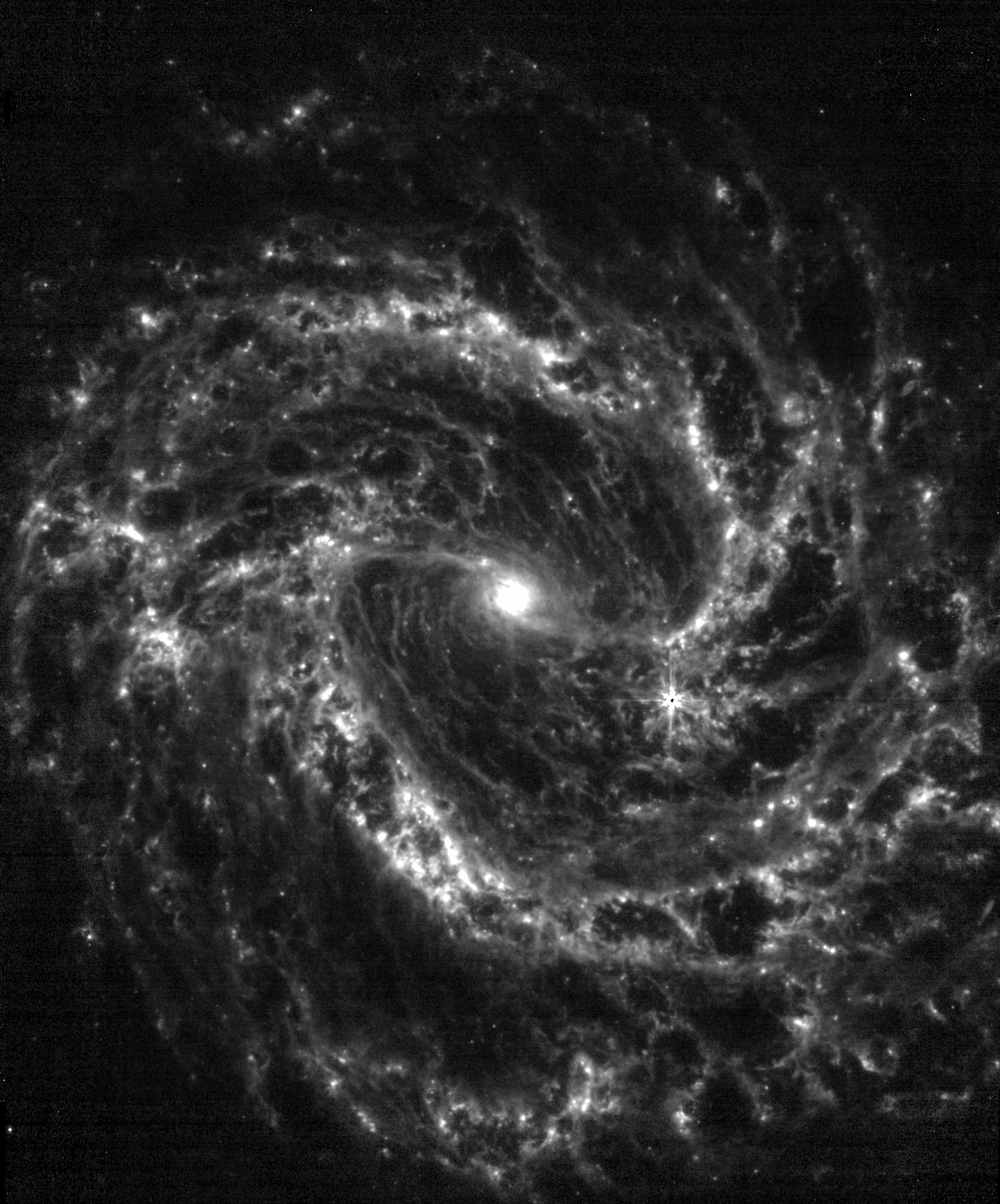
NGC 3507 par l'instrument MIRI du télescope spatial James Webb.

NGC 3507 a été utilisée par Gérard de Vaucouleurs comme une galaxie de type morphologique SB(s)b dans son atlas des galaxies,.
Eskridge, Frogel et Pogge ont publié un article en 2002 décrivant la morphologie de 205 galaxies spirales ou lenticulaires rapprochées. Les observations ont été réalisées dans la bande H de l'infrarouge et dans la bande B (le bleu). Selon Eskridge et ses collègues, NGC 3507 est de type SBb dans la bande B et dans la bande H. Le noyau ponctuel de NGC 3507 est intégré dans bulbe elliptique qui est traversé par une barre proéminente. NGC 3507 est une galaxie spirale de grand style à deux bras qui émergent à angle droit par rapport aux extrémités de la barre. Les bras sont bien définis et généralement lisses, bien qu’il y ait quelques nœuds à l’intérieur de ceux-ci. Le bras qui émerge de l'extrémité sud-est de la barre est plus étroitement enveloppé que celui émergeant de l'extrémité nord-ouest. La brillance de surface des deux bras chute brusquement après environ 180°, mais on peut les voir sur un peu plus de 180° avant qu'ils disparaissent.

## Trou noir supermassif
Selon un article basé sur les mesures de luminosité de la bande K de l'infrarouge proche du bulbe de NGC 3507, on obtient une valeur de 106,9 {\displaystyle M_{\odot }} (7,9 millions de masses solaires) pour le trou noir supermassif qui s'y trouve.

## Groupe de NGC 3507
La galaxie NGC 3507 est la galaxie la plus brillante d'un groupe de galaxies qui porte son nom. Selon A.M. Garcia, le groupe de NGC 3507 comprend au moins quatre autres galaxies : UGC 6095, UGC 6112, UGC 6171 et UGC 6181. Toutefois, on doit ajouter NGC 3501 à cette liste, car elle forme une paire de galaxies avec NGC 3507.